# Nächte des Grauens
Nächte des Grauens er en tysk stumfilm fra 1916 af Arthur Robison.

## Medvirkende
- Emil Jannings.
- Werner Krauss.
- Lorenz Köhler.
- Hans Mierendorff.
- Ossi Oswalda.